# Atletismo nos Jogos Olímpicos de Verão da Juventude de 2010 - Arremesso de peso feminino
As provas do arremesso de peso feminino do atletismo nos Jogos Olímpicos de Verão da Juventude de 2010 foram realizadas nos dias 18 (qualificatória) e 22 de agosto (finais), no Estádio Bishan, em Cingapura. 15 atletas estavam inscritas neste evento.

## Medalhistas
| Ouro   | RUS Natalia Troneva |
| Prata  | CHN Gu Siyu         |
| Bronze | POL Anna Wloka      |

## Qualificatória
| Pos. | Nome                 | País               | 1     | 2     | 3     | 4     | Resultado | Notas | Final |
| ---- | -------------------- | ------------------ | ----- | ----- | ----- | ----- | --------- | ----- | ----- |
| 1    | Anna Wloka           | POL Polônia        | 15.02 | 15.70 | 15.77 | x     | 15.77     |       | A     |
| 2    | Gu Siyu              | CHN China          | 15.22 | 15.71 | x     | x     | 15.71     |       | A     |
| 3    | Natalia Troneva      | RUS Rússia         | 13.82 | 15.06 | 14.50 | 14.47 | 15.06     |       | A     |
| 4    | Laura Gedminaitė     | LTU Lituânia       | 14.83 | x     | 14.41 | x     | 14.83     |       | A     |
| 5    | Sophie McKinna       | GBR Grã-Bretanha   | 14.30 | 14.04 | 13.94 | x     | 14.30     |       | A     |
| 6    | Nkechi Leticia Chime | NGR Nigéria        | 13.99 | 13.49 | 13.22 | 13.92 | 13.99     |       | A     |
| 7    | Sarah Howard         | USA Estados Unidos | x     | x     | 13.87 | x     | 13.87     |       | A     |
| 8    | Viktoryia Kolb       | BLR Bielorrússia   | 13.39 | 13.61 | 13.43 | 13.22 | 13.61     |       | A     |
| 9    | Lai Li-Chun          | TPE Taipé Chinês   | 12.00 | 12.50 | 13.01 | 13.57 | 13.57     |       | B     |
| 10   | Prabhjot Rai         | AUS Austrália      | 12.78 | 12.96 | 13.56 | 13.43 | 13.56     |       | B     |
| 11   | Katinka Urbaniak     | GER Alemanha       | 13.03 | x     | 13.44 | 13.41 | 13.44     |       | B     |
| 12   | Shoko Matsuda        | JPN Japão          | 13.08 | 12.64 | 13.02 | 13.06 | 13.08     |       | B     |
| 13   | Rayann Chin          | CAN Canadá         | 11.83 | 11.72 | 12.06 | x     | 12.06     |       | B     |
| 14   | Saionara Pavanatto   | BRA Brasil         | 11.90 | x     | x     | 11.02 | 11.90     |       | B     |
| 15   | Raquel Williams      | BAH Bahamas        | x     | 11.49 | x     | 11.59 | 11.59     |       | B     |

## Finais

### Final B
| Pos. | Nome               | País             | 1     | 2     | 3     | 4     | Resultado | Notas |
| ---- | ------------------ | ---------------- | ----- | ----- | ----- | ----- | --------- | ----- |
| 1    | Katinka Urbaniak   | GER Alemanha     | 13.49 | 13.89 | 13.68 | 14.15 | 14.15     |       |
| 2    | Shoko Matsuda      | JPN Japão        | 13.33 | 13.51 | x     | 13.53 | 13.53     |       |
| 3    | Lai Li-Chun        | TPE Taipé Chinês | x     | 13.24 | 13.18 | 13.40 | 13.40     |       |
| 4    | Prabhjot Rai       | AUS Austrália    | 13.23 | 13.19 | x     | 13.30 | 13.30     |       |
| 5    | Rayann Chin        | CAN Canadá       | 11.74 | 12.64 | 12.29 | x     | 12.64     |       |
| 6    | Saionara Pavanatto | BRA Brasil       | 11.92 | 11.75 | x     | 11.77 | 11.92     |       |
| 7    | Raquel Williams    | BAH Bahamas      | 11.15 | 11.79 | 11.86 | x     | 11.86     |       |

### Final A
| Pos.              | Nome                 | País               | 1     | 2     | 3     | 4     | Resultado | Notas |
| ----------------- | -------------------- | ------------------ | ----- | ----- | ----- | ----- | --------- | ----- |
| Medalha de ouro   | Natalia Troneva      | RUS Rússia         | 14.17 | 14.21 | 14.50 | 15.66 | 15.66     |       |
| Medalha de prata  | Gu Siyu              | CHN China          | x     | 14.68 | x     | 15.49 | 15.49     |       |
| Medalha de bronze | Anna Wloka           | POL Polônia        | 14.42 | 15.48 | x     | 15.13 | 15.48     |       |
| 4                 | Laura Gedminaitė     | LTU Lituânia       | 14.76 | 15.15 | 14.96 | 14.69 | 15.15     |       |
| 5                 | Sophie McKinna       | GBR Grã-Bretanha   | 14.07 | 13.47 | 15.14 | 14.73 | 15.14     |       |
| 6                 | Viktoryia Kolb       | BLR Bielorrússia   | 13.91 | 13.85 | 14.61 | x     | 14.61     |       |
| 7                 | Nkechi Leticia Chime | NGR Nigéria        | 13.64 | 13.00 | 13.04 | 14.16 | 14.16     |       |
| 8                 | Sarah Howard         | USA Estados Unidos | 13.06 | x     | 13.44 | x     | 13.44     |       |